# Beneš-Mráz Be-150 Beta-Junior
Beneš-Mráz Be-150 Beta-Junior byl lehký sportovní a cvičný letoun vzniklý a vyráběný v Československu v druhé polovině 30. let 20. století. Letoun vyráběný společností Ing. P. Beneš, ing. J. Mráz, továrna na letadla Choceň byl původně určen pro pokračovací výcvik v letectvu, ale ve skutečnosti byl využíván v civilním letectví jako cvičný, sportovní letoun.

## Vznik a vývoj
Po úspěchu typu Be-50 Beta-Minor Pavel Beneš přistoupil na požadavek Ministerstva národní obrany (MNO) ke konstrukci zmenšené akrobatické cvičné varianty se zvýšenými výkony. Stalo se tak na zakázku MNO z října 1936, které ve skladech disponovalo pěti motory Walter Junior 4-I (1932-4) Tyto nevyužité motory chtělo využít a docílit tak oproti Be-50 (Walter Minor 4) díky silnějšímu motoru a po úpravě konstrukce zlepšení dynamických vlastností, zvláště maximální rychlosti a výkonu při vertikálních manévrech.
Ing. Pavel Beneš použil upravený, kratší trup a křídlo s menším rozpětím, které bylo vyvinuto speciálně pro - v roce 1936 představený - typ Be-52. Takto byla zmenšena i nosná plocha křídla. Tandemově uspořádané kokpity dvoučlenné osádky zůstaly otevřené a typ si ponechal pevný záďový podvozek s aerodynamicky zakrytovanými hlavními nohami stejného provedení jako u Be-50 Beta-Minor. Po nainstalování jakéhosi přehozu přes pilotní místo žáka měl sloužit v československém letectvu k výcviku létání bez viditelnosti podle přístrojů.
První vyrobený letoun byl imatrikulován až 13. června 1938 (OK-IPV), současně s ním byly imatrikulovány i letouny výr. č. 2 a 3 (OK-MOS a OK-SLI). O pět dní později byl do leteckého rejstříku zanesen letoun výr. č. 5 (OK-AZU). Nejdříve byl imatrikulován letoun výr. č. 4 OK-HAL, což se stalo 12. května 1938.
Vývoj tohoto letounu pokračoval typem Beneš-Mráz Be-250 Beta-Major, který měl v podstatě identické rozměry, ale byl na něm použit ještě silnější motor z jinonické líhně, Walter Major 4 s nominálním, jmenovitým výkonem 120 k (88,3 kW) při 2100 ot/min.

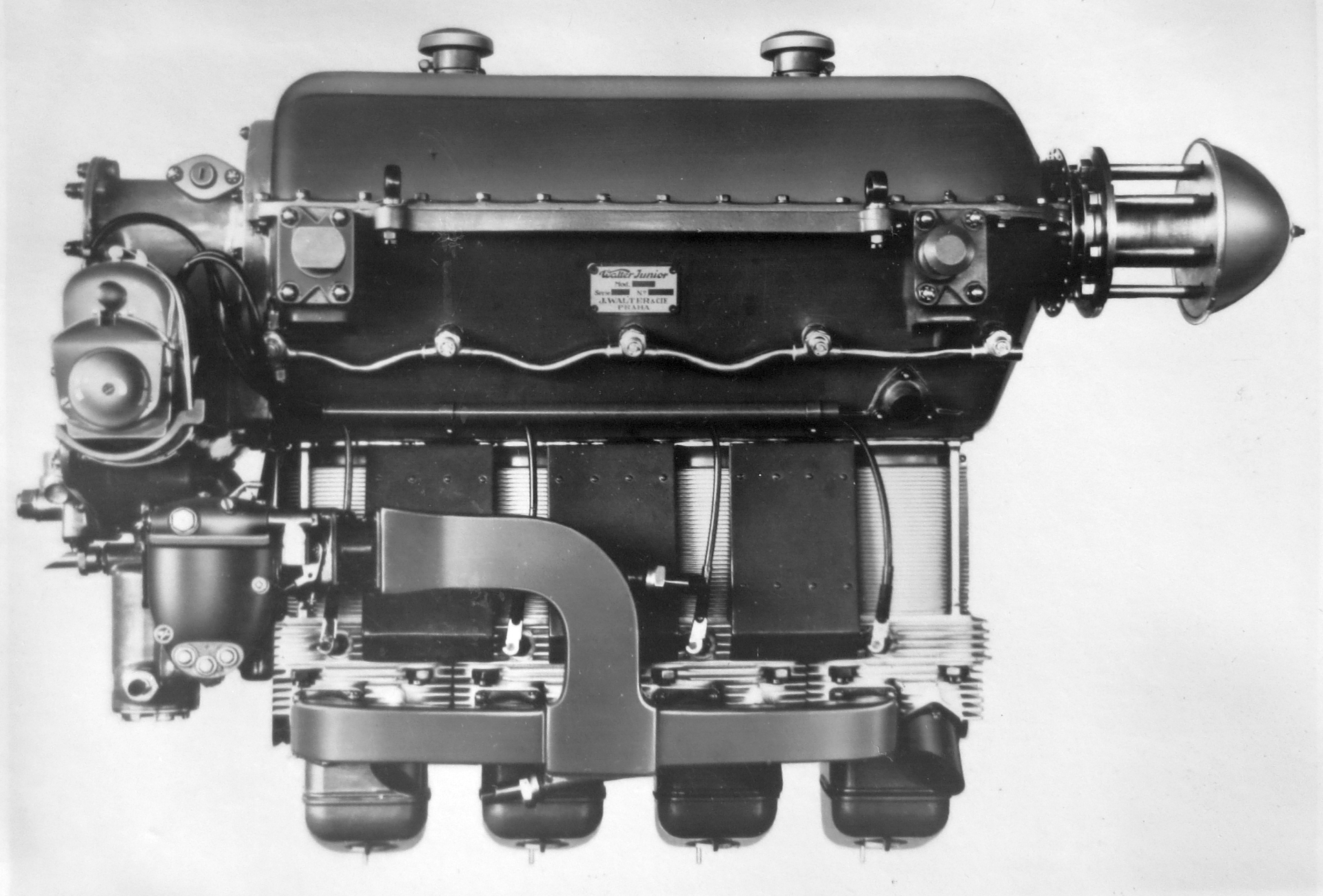
Walter Junior 4-I (1932-4)

## Popis letounu
Byl to dolnokřídlý samonosný jednoplošník konvenčního vzletu a přistání (CTOL) s pevným kolovým podvozkem s "kalhotovými" kryty podvozkových noh a se zadní ostruhou. Dřevěná kostra trupu byla potažena překližkou a pohyblivé části ocasní ploch plátnem.
Dvoumístný letoun s otevřenými kokpity v tandemovém uspořádání byl vybaven pohonnou jednotkou, kterou tvořily motor Walter Junior 4-I a dvoulistá nestavitelná dřevěná vrtule. Krycí plechy motoru byly z hliníkové slitiny. Palivové nádrže měly objem paliva 135 l (min. 68oktanový letecký benzín).

## Použití
Prototyp, řízený továrním pilotem Josefem Koukalem, poprvé vzlétl 5. ledna 1937, ale typ ne zcela vyhověl podmínkám MNO, jak bylo zjištěno při letových zkouškách ve VTLÚ. Připomínky se především týkaly zástavby motoru a provedení podvozku. Vyrobené, sériové letouny nakonec odebralo Ministerstvo veřejných prací (MVP) pro potřeby aeroklubů.
Celkem bylo vyrobeno 5 strojů tohoto typu a létaly s imatrikulacemi OK-AZU, -HAL, -IPV, -MOS a -SLI. Všechny letouny (výr. č. 1-5) létaly v Aeroklubu republiky Československé (ARČs Praha, Moravský aeroklub Brno, Slovenský aeroklub Bratislava, Západočeský aeroklub Hradec Králové a Západočeský aeroklub Plzeň).
Tři stroje se zúčastnily posledního leteckého závodu státy Malé dohody na přelomu srpna a září 1938, kde obsadily v kategorii IIB třetí (OK-SLI, Julius Lukašovič-Hugo Höfer), páté (OK-MOS, František Kotiba-Gustav Pařízek) a šesté místo (OK-AZU, Miloslav Petr-Jiří Jaňour). Tohoto I. ročníku závodu turistických letadel na trase Praha - Zlín - Bukurešť - Bělehrad - Arad - Praha se zúčastnilo na 5 typů letounů z choceňské továrny Beneš-Mráz. Mimo Be-150 to byly Be-50, Be-51, Be-550 a nový stroj Be-555 (všechny s motory Walter). Celkem se této soutěže zúčastnilo 21 typů letounů a 9 z nich bylo osazeno 5 typy motorů Walter (NZR 120, Junior, Mikron II, Minor 4 a Major 4).
Během mobilizace v září 1938 letouny převzalo československé letectvo a sloužily v kurýrních letkách. Stroje nenesly žádnou výzbroj. V listopadu 1938 byl jeden letoun u Letetckého pluku 6 a zbývající čtyři byly uskladněny. Po 15. březnu 1939 převzala Luftwaffe 3 letouny a používala je k výcviku. Jeden z nich létal s imatrikulací GA-AE.
Po začátku druhé světové války byly dva kusy provozovány na Slovensku. Byl to původní OK-IPV přeznačený na OK-TPV pro firmu Mráz z Nitry a OK-SLI využívaný vojenským letectvem. Tři letouny převzala Luftwaffe, kde jeden létal s imatrikulací GA-AE.

## Uživatelé
- Československo
  - Aeroklub republiky Československé
- Německá říše
  - Luftwaffe
- Slovensko
  - Továreň na lietadlá ing. J. Mráz, Nitra
  - Slovenské vzdušné zbraně

## Specifikace

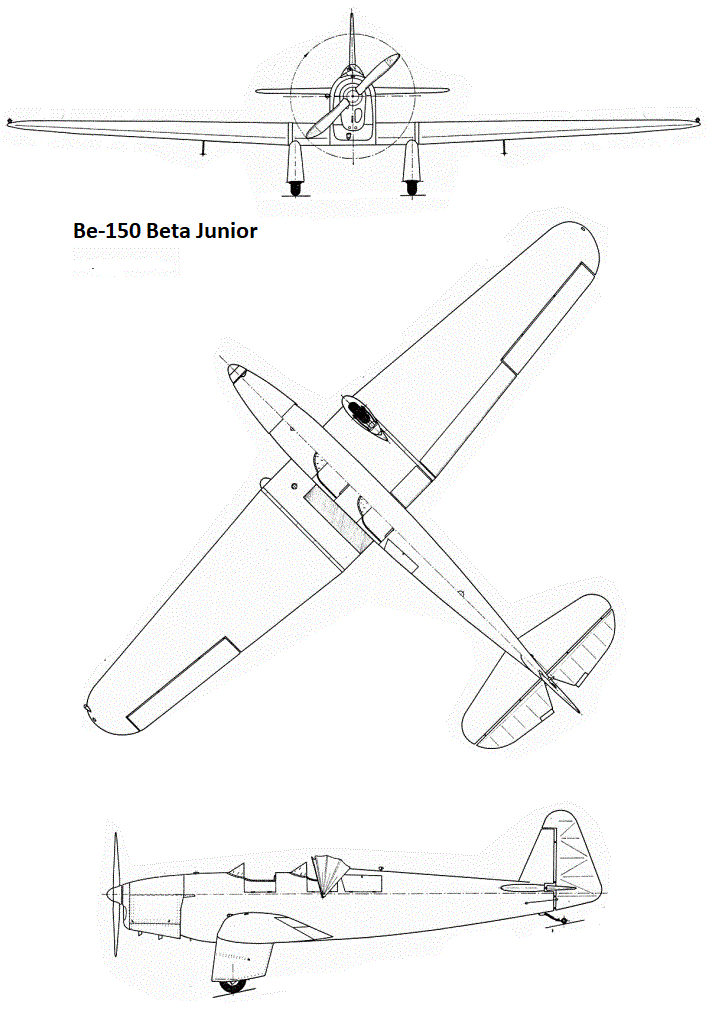
Be-150 Beta Junior

Údaje podle

### Technické údaje
- Osádka: 2
- Délka: 7,55 m
- Výška: 1,80 m
- Rozpětí: 10,66 m
- Nosná plocha: 14,00 m2
- Plošné zatížení: 56,4 kg/m2
- Prázdná hmotnost: 500 kg
- Vzletová hmotnost: 790 kg
- Pohonná jednotka: 1 × vzduchem chlazený invertní čtyřválcový řadový motor Walter Junior
  - Nominální, jmenovitý výkon: 77,2 kW (105 k) při 2000 ot/min
  - Maximální, vzletový výkon: 88,2 kW (120 k) při 2200 ot/min
- Vrtule: dřevěná, nestavitelná, dvoulistá

### Výkony
- Maximální rychlost: 215 km/h
- Cestovní rychlost: 185 km/h
- Přistávací rychlost: 65 km/h
- Dostup: 5 500 m
- Stoupavost: výstup do 3 000 m za 18 minut
- Dolet: 750 km